# Diocesi di Ispahan (Chiesa d'Oriente)
La diocesi di Ispahan è un'antica sede della Chiesa d'Oriente, suffraganea dell'arcidiocesi di Beth Lapat, attestata dal V al XII secolo.

## Storia
Ispahan, nel moderno Iran, era una città della provincia persiana del Khūzestān (o Huzistan), nota in siriaco come Beth Huzaye e corrispondente all'incirca alla moderna regione di Ilam (o Elam).
Benché attestata dal V al XII secolo, sono pochi i vescovi conosciuti di questa antica diocesi nestoriana, il cui nome è trasmesso dalle fonti con forme e attributi diversi. I primi quattro vescovi noti presero parte ai concili nazionali della Chiesa assira e le loro firme si trovano in calce agli atti conciliari: Aphraat nel 424, Abramo I nel 497, Abramo II nel 554, Aronne nel 576.
In occasione del concilio del 497, il vescovo Abramo I è indicato negli atti come vescovo di Beit Mihraqayé e Ispahan. Il Beit Mihraqayé era una regione che si trovava nella parte nord-occidentale del Khūzestān, ed è identificabile con Mihraqan Qadaq, sede di una diocesi nestoriana secondo l'elenco delle diocesi del patriarcato assiro d'Oriente redatto nel X secolo da Elia di Damasco. A questa diocesi, associata a quella di Ispahan, si può attribuire anche Surin, indicato come vescovo di Mihraga nella Cronaca di Seert (metà del VII secolo).
La diocesi di Ispahan è ancora documentata nella corrispondenza del patriarca Timoteo I (780-c.823) con il nome di diocesi di Gaï o Gayy, nome della parte antica di Ispahan, e probabile luogo di residenza dei vescovi. In questa occasione (circa 794/795) il vescovo Abramo III cercò di usurpare la sede di Susterin, in quel momento sede vacante, approfittando nello stesso tempo della vacanza della sede metropolitana di Beth Lapat. Il patriarca intervenne scomunicando Abramo III e nominando al suo posto il vescovo Adhorshabur, prelato virtuoso e spirituale, dedito allo studio delle Scritture e delle lingue.
Gli ultimi due vescovi noti di Ispahan sono citati da Michel Le Quien: Abdishoʿ I fu eletto, tra il 987 e il 999, metropolita di Merv ed era ancora a Merv quando Elia di Nisibi scrisse la sua Cronografia nel 1018 circa; e Abdishoʿ II, che prese parte nel 1111 alla consacrazione del patriarca Elia II.
Dopo quest'ultima data non si hanno più notizie della diocesi o di una presenza nestoriana nella città.

## Cronotassi dei vescovi
- Aphraat † (menzionato nel 424)
- Abramo I † (menzionato nel 497)
- Abramo II † (menzionato nel 554)
- Aronne † (menzionato nel 576)
- Surin † (metà del VII secolo)
- Abramo III † (menzionato nel 794/795)
- Adhorshabur † (menzionato nel 794/795)
- ʿAbdishoʿ I † (? - 987/999 eletto metropolita di Merv)
- ʿAbdishoʿ II † (menzionato nel 1111)